# Robert Cameron
Robert William Cameron (Des Moines, 21 april 1911 - Pacific Heights, 10 november 2009) was een Amerikaans fotograaf.
Cameron was de auteur van luchtfoto's van verschillende steden in de wereld. In zijn boeken geeft hij een reeks luchtfoto's met tekst en geschiedenis van de plaats en eventueel langs de andere kant van de bladzijde een historische foto van dezelfde plaats. Hij was zijn loopbaan begonnen als fotojournalist voor het "Des Moines Register" in 1933. Tijdens de Tweede Wereldoorlog werkte hij voor het Amerikaanse ministerie van oorlog. Verder was hij de oprichter van de uitgeversmaatschappij "Cameron and Company".

## Werken
- Above San Francisco
- Above New York
- Above Paris
- Above London
- Above Mexico City
- Above Las Vegas
- Above Chicago
- Above Los Angeles
- Above Washington
- Above Seattle
- Above San Diego
- Above Carmel
- Above Mackinac
- Above Yosemite
- Above Tahoe
- Above Alcatraz